# North Country (film)
North Country är en amerikansk dramafilm från 2005 i regi av Niki Caro och manus av Michael Seitzman baserat på boken Class Action från 2002 av Clara Bingham, som handlar om ett verkligt rättsfall (Jenson v. Eveleth Taconite Company) från 1997.
Filmen hade premiär i Kanada på Toronto Film Festival den 12 september 2005 och den 9 oktober 2005 i USA på Chicago International Film Festival. I Sverige gick filmen upp på biograferna den 10 februari 2006. Den släpptes på DVD den 2 november 2006.

## Rollista i urval
- Charlize Theron – Josey Aimes
  - Amber Heard – Josey som ung
- Elle Peterson – Karen Aimes
- Thomas Curtis – Sammy Aimes
- Frances McDormand – Glory
- Sean Bean – Kyle
- Woody Harrelson – Bill White
- Jeremy Renner – Bobby Sharp
- Richard Jenkins – Hank Aimes
- Sissy Spacek – Alice Aimes
- James Cada – Don Pearson
- Rusty Schwimmer – Big Betty
- Linda Emond – Leslie Conlin
- Michelle Monaghan – Sherry
- Brad William Henke – Lattavansky
- Jillian Armenante – Peg

## Mottagande
Vid Oscarsgalan 2006 blev Charlize Theron och Frances McDormand nominerad för varsin Oscar i kategorierna Bästa kvinnliga huvudroll respektive Bästa kvinnliga biroll, men förlorade till Reese Witherspoon i Walk the Line och Rachel Weisz i The Constant Gardener.